# Бляховня
Бляховня (пол. Blachownia, нім. Blachstadt) — місто в південній Польщі, на річці Страдомка.
Належить до Ченстоховського повіту Сілезького воєводства.

## Люди, пов'язані з містом
- Алексій Ковалик — солдат Війська Польського II RP, член екіпажу і захисник Військового транзитного складу на Вестерплатте в польській кампанії 1939 року
- Мєчислав Познаньскі — оператор польських анімаційних фільмів, співзасновник Studia Filmów Rysunkowych в Бельсько-Бяла
- Ґжеґож Сквара — польський футболіст, грає на позиції півзахисника в III-ліговій Kotwica Kołobrzeg
- Матеуш Бенек — польський волейболіст, грає на позиції центрового, нагороджений Золотим Хрестом Заслуги

## Демографія
Демографічна структура станом на 31 березня 2011 року:
|          | Загалом | Допрацездатний вік | Працездатний вік | Постпрацездатний вік |
| -------- | ------- | ------------------ | ---------------- | -------------------- |
| Чоловіки | 4686    | 817                | 3308             | 561                  |
| Жінки    | 5255    | 824                | 3011             | 1420                 |
| Разом    | 9941    | 1641               | 6319             | 1981                 |